# Miguel Blanco (entrenador)
Miguel Blanco Eguiluz, nacido en Pamplona (Navarra) el 1 de marzo de 1939, es un exentrenador de fútbol español. 

## Biografía
Ingreso en el Club Atlético Osasuna a la edad de quince años en el equipo cadete del club, tras pasar por los diferentes equipos del club, pasó a formar parte del cuerpo técnico, llegando a ser entrenador del filial Osasuna Promesas. Durante su periodo de entrenador en el filial rojillo, llegó a ocupar hasta en seis ocasiones el banquillo del primer equipo, realizando labores de apagafuegos tras la destitución del que fuera entrenador del equipo en las diferentes temporadas.
Incluso llegó a compaginar el cargo en ambos equipos, tanto en el filial como en el primer equipo, merced a ello en la temporada 1972 logró dos ascensos, con el promesas a Tercera y con primer equipo rojillo a Segunda.
| Predecesor: Luis Aranaz           | Entrenador del Club Atlético Osasuna 1966                               | Sucesor: García de Andoáin        |
| Predecesor: García de Andoáin     | Entrenador del Club Atlético Osasuna 1967                               | Sucesor: Julio Martialay          |
| Predecesor: Julio Martialay       | Entrenador del Club Atlético Osasuna 1968                               | Sucesor: Casimiro Benavente       |
| Predecesor: Juan Ochoa            | Entrenador del Club Atlético Osasuna en tándem con Sabino Andonegi 1970 | Sucesor: José Ignacio Goñi Romero |
| Predecesor: Perico Eguiluz        | Entrenador del Club Atlético Osasuna 1972                               | Sucesor: Manuel Fernández Mora    |
| Predecesor: Manuel Fernández Mora | Entrenador del Club Atlético Osasuna 1974                               | Sucesor: Antonio Barrios          |